# Sergio Chiesa Duhalde
Sergio Líber Chiesa Duhalde (Tacuarembó, 11 de gener de 1950) és un polític uruguaià pertanyent al Partit Nacional.

## Biografia
Chiesa va néixer a Tacuarembó, una ciutat al centre-nord de l'Uruguai. El seu pare va ser un destacat dirigent nacionalista i posterior cabdill del departament de Tacuarembó, Pedro María Chiesa, ex-diputat, cap de Policía i intendent municipal durant dos períodes (1966 - 1971, i 1972 - 1973).
Així mateix, va ser l'intendent més votat de la història de Tacuarembó. Durant la segona presidència de Julio María Sanguinetti, Chiesa va ser nomenat ministre de Ramaderia, Agricultura i Pesca (1998-1999).
Actualment, treballa a l'ajuntament de Tacuarembó i al directori de l'OSE.